# Облик државе
Облик државе или врста државе је структура, одређени модел државног уређења, укључујући и врсте територијалне организације, принципе, начине формирања и интеракције органа државне власти, као и метод добијања власти, како би се обезбједила примјена одређене државне политике. Скуп различитих знакова државног уређења разликује једну државу од друге.
До различитог облика државе долази усљед утицаја различитих фактора, као што су историјски, привредни и политички фактори. Главни међу њима су сљедећи:
- историјска традиција развоја националне државе;
- историјске карактеристике формирања националне државе;
- реални однос друштвених снага у земљи;
- национални састав становништва;
- менталитет становништва;
- страно присуство;
- животни стандард;
- степен утицаја бивших метропола на избор облика државе у пријашњим колонијама;
- улога међународне заједнице.

Облик државе у сваком случају зависи од изазова са којим се држава суочава и начина на који функционише.

## Елементи облика државе
- Облик владавине
- Облик уређења
- Државни (политички) режим

## Типологија облика државе

### Монократски облик државе
У основи организације државне власти лежи принцип самовлашћа. Државна власт је концентрисана у рукама једне особе (султан у Оману), или једног државног органа (Виши савјет емира у УАЕ) или нека друга врста државних органа (нацистички режим у Њемачкој и фашистички режим у Италији, режим Идија Амина у Уганди 1979). За такву државну власт карактеристичан је затворени тоталитарни режим, који онемогућава утицај интересних група на власт, штавише, да такви напори могу довести до сурових казни. У држави влада идеолошки монизам, једностраначје или је усвојен принцип једног мандата за владајућу партију.
Монократски облик државе може имати сљедеће варијанте:
- Теократска монократија, постоји у земљама муслиманског фундаментализма (Саудијска Арабија, Катар, УЕА).
- Екстремистичка (фашистичка) монократија (фашистичка Италија, нацистичке Њемачка, Франкова Шпаније, режим Црвених кмера у Камбоџи);
- Милитаристичка монократија, када државна власт припада војном савјету, а у ствари њеном лидеру (Садам Хусеин у Ираку, у данашње вријеме Мјанмар, Фиџи).
- Монократија тоталитарног социјализма (СССР, од 1953. Сјеверна Кореја).

### Поликратски облик државе
Одликује се подјелом власти, постојањем више центара моћи на националном нивоу (шеф државе, влада, скупштина, судство, органи уставне контроле), одређеним степеном децентрализованог управљања територијама, државним режимом којим доминирају демократске методе управљања, повезане са редовним изборима, као и потрага за компромисом и консензусом, гарантовањем права грађана.
Поликратски облик државе може имати сљедеће варијанте:
- традиционална поликратија, која је преовладала у већини држава свијета након Другог свјетског рата (Француска, Сједињене Државе, Јапан, Аустралија, Норвешка).
- постсоцијалистичка поликратија, утврђена након распада источног блока (Мађарска, Пољска, Чешка, Бугарска).